# Johannes Nitsch (Musiker)
Johannes Nitsch (* 10. Juli 1953 in Iserlohn; † 5. September 2002) gilt als einer der einflussreichsten deutschen Musiker moderner populärer christlicher Musik. Seit den 1970er Jahren prägte er die Szene als Sänger, Instrumentalist, Arrangeur, Produzent und nicht zuletzt als Songwriter. Sein Kompositionswerk umfasst knapp 200 Lieder und Melodien und zwölf Bühnenkonzepte.

## Leben und Wirken
Johannes Nitsch wurde als fünftes von sieben Kindern eines Pastorenehepaars in Iserlohner Stadtteil Letmathe geboren. Nach der Mittleren Reife begann er 1971 dank einer Begabtenprüfung sein Musikstudium an der Folkwang Hochschule in Essen. Über den Zivildienst hinaus blieb Nitsch 1978 als Musikreferent beim Evangeliums-Rundfunk in Wetzlar und war hier bis 1980 Leiter der Musikabteilung. 1980 bis 1985 und ab 1994 arbeitete er freiberuflich. Dazwischen war er als Musikreferent des CVJM in Kassel (1985–1987) tätig sowie als Musikproduzent beim Hänssler Verlag in Neuhausen angestellt (1987–1994).
Johannes Nitsch zählt zu den bedeutendsten Kirchenmusikern der modernen populären Kirchenmusik und wird oft als einer der größten Meister der christlichen Musicals gesehen. Sein künstlerisches Schaffen weist ihn als einen der kreativsten Musiker seiner Zeit aus. Seine häufigste Thematik ist die Welt der Religion und die persönliche Auseinandersetzung des Einzelnen mit dem christlichen Gott und Jesus. Zentrales Thema waren stets die Vergebung und die Ehrerbietung gegenüber Gott.
Seine musikalischen Kompositionen variierten in Jazz, Soul und Popmusik, aber auch Gospelmusik und Choralvertonungen sind immer wieder in seinem Schaffen zu finden.
Im Laufe seines Lebens produzierte Johannes Nitsch über 70 Tonträger für verschiedene Labels und wirkte darüber hinaus bei zahlreichen Produktionen als Arrangeur, Instrumentalist und Sänger mit. Dabei arbeitete er mit nahezu sämtlichen bekannten Persönlichkeiten der christlichen Musik- und Künstlerszene zusammen. Besonders zu nennen sind: Manfred Siebald, Margret Birkenfeld, Cae Gauntt, Kathi Arndt, ERF Studiochor, Christoph Zehendner, Doris Loh, Peter Strauch, David Plüss, Jan Vering, Die Christussänger, Christiane, Jürgen Werth, Clemens Bittlinger, Martin Stoeck, Helmut Jost, Wetzlarer Jugendchor, Attila Kalman, Ralf Gustke, Peter Schneider, Helmut Kandert, Siegfried Fietz und Florian Sitzmann. Außerdem kreierte er in Kooperation mit unterschiedlichsten Künstlern Konzepte wie PianOmime mit dem spanischen Mimen Carlos Martínez, Pianissimo mit David Plüss und Helmut Kandert oder zuletzt das In Motion Trio mit Heike Wetzel und Helmut Kandert. Außerdem war er Leiter der ProChrist-Band.
Mit der Sängerin Christine Rösch und der Klinik Hohe Mark entwickelte er das Projekt Lieder wi(e)der die Angst mit Konzerten gegen Gewalt und Machtmissbrauch.
Als Förderer folgender Künstlergenerationen rief er den Verein „Musik, Kultur und Nachwuchsförderung“ in Hohenahr ins Leben.
Er starb am 5. September 2002 im Alter von 49 Jahren überraschend an Komplikationen nach einer Operation.

## Privates
Johannes Nitsch war verheiratet mit Anneliese Nitsch, hatte zwei Söhne und lebte bis zu seinem Tod in Haiger (Lahn-Dill-Kreis).

## Bekannte Werke
- „Jesus, zu dir kann ich so kommen, wie ich bin“ (Text: Manfred Siebald)
- „Wie ein Fest nach langer Trauer“ (aus dem Musical „Josef“ · Text: Jürgen Werth)
- „Das Ja der Liebe (Am Anfang war das Wort)“ (aus „Begegnungen“ · Text: Christoph Zehendner)
- „Du bist“ (aus „Begegnungen“ · Text: Christoph Zehendner)
- „Nikodemus“ (aus „Begegnungen“ · Text: Christoph Zehendner)
- „Ich will dir danken“ (aus dem Musical „David“ · Text: Jürgen Werth)
- „Leben wie er“ (aus „Begegnungen“ · Text: Christoph Zehendner)
- „Nichts ist vergesslicher als Dankbarkeit“ (aus dem Musical „Hoffnungsland“ · Text: Jürgen Werth)
- „Schuldlos schuldig“ (aus „Folgen“ Text: Jürgen Werth)
- „Leben ohne Schatten“ (aus dem Musical „Josef“ · Text: Jürgen Werth)

## Diskografie

### Soloalbum
| Jahr | Titel           | Verlag       |
| ---- | --------------- | ------------ |
| 1989 | Johannes Nitsch | SCM Hänssler |

### Konzeptalben
| Jahr | Titel                             | Untertitel                                                           | Mitwirkende Künstler | Verlag       |
| ---- | --------------------------------- | -------------------------------------------------------------------- | --- | ------------ |
| 1982 | David – Ein Sänger, ein König     | Musical                                                              | Jürgen Werth, Jan Vering, Helmut Jost, Aufwind                                                                          | SCM Hänssler |
| 1983 | Fundamentales                     |                                                                      | Christoph Zehendner, Aufwind                                                                                            | Abakus       |
| 1984 | Höre, Herr!                       | Asaph-Psalmen                                                        | Christoph Zehendner, Beate Ling, Markus Egger, Spektrum, Aufwind                                                        | SCM Hänssler |
| 1987 | Jona                              | Musical                                                              | Cae Gauntt, Hella Heizmann, Beate Ling, Eddie Gauntt, Johannes Nitsch, Hauke Hartmann, Johannes Nitsch Studiochor       | SCM Hänssler |
| 1988 | Die schönsten Evangeliumslieder 1 |                                                                      | Eddie Gauntt; Johannes Nitsch Studiochor                                                                                | SCM Hänssler |
| 1988 | Die schönsten Evangeliumslieder 2 |                                                                      | Johannes Nitsch Studiochor                                                                                              | SCM Hänssler |
| 1988 | Josef – Eine Traumkarriere        | Ein Poporatorium von Jürgen Werth (Text) und Johannes Nitsch (Musik) | Cae Gauntt, Hella Heizmann, Johannes Nitsch, Jürgen Werth, Hauke Hartmann, Johannes Nitsch Studiochor                   | SCM Hänssler |
| 1990 | Begegnungen                       | Musikalische Fenster zum Johannes-Evangelium                         | Kathi Arndt, Johannes Nitsch, Christoph Zehendner, Hella, Melanie und Viola Heizmann, Jugendchor Haiger, ERF Studiochor | SCM Hänssler |
| 1991 | Die schönsten Evangeliumslieder 3 |                                                                      | Johannes Nitsch Studiochor                                                                                              | SCM Hänssler |
| 1991 | Die schönsten Evangeliumslieder 4 |                                                                      | Johannes Nitsch Studiochor                                                                                              | SCM Hänssler |
| 1992 | Wenn wir Gott in der Höhe ehren   | Weihnachtslieder                                                     | Cae Gauntt, Kathi Arndt, Johannes Nitsch, Eddie Gauntt, Johannes Nitsch Studiochor, Johannes Nitsch Studiokinderchor    | SCM Hänssler |
| 1992 | Die schönsten Gemeindelieder 3    |                                                                      | Kathi Arndt; Johannes Nitsch Studiochor                                                                                 | SCM Hänssler |
| 1992 | Die schönsten Evangeliumslieder 5 |                                                                      | Johannes Nitsch Studiochor                                                                                              | SCM Hänssler |
| 1993 | Pro Christ 1993                   |                                                                      | Kathi Arndt, Johannes Nitsch, Pro Christ Chor 1993                                                                      | SCM Hänssler |
| 1994 | Drei Tage                         | Oratorium                                                            | Dirk Schmalenbach, Helmut Jost, Johannes Nitsch Studiochor                                                              | SCM Hänssler |
| 1994 | Christmas Colours                 | Internationale Weihnachtsmusik                                       | Lisa Shaw, Eberhard Rink, Laila Dahl, Albino Montisci, Johannes Nitsch                                                  | Felsenfest   |
| 2000 | Hier bin ich                      | Pro Christ 2000                                                      | Andrea Adams-Frey, Anja Lehmann, Eddie Gauntt, Johannes Nitsch                                                          | Gerth Medien |
| 2000 | Gottes Güte ist jeden Morgen neu  | Die kleine Kantate                                                   | Johannes Nitsch Studiochor                                                                                              | Gerth Medien |
| 2001 | Dafür danke ich dir               | Die kleine Kantate                                                   | Johannes Nitsch Studiochor                                                                                              | Gerth Medien |

#### Mitwirkung und Kollaboration bei Konzeptprojekten
| Jahr | Titel                                                              | Mitwirkende | Verlag     | Anmerkung |
| ---- | ------------------------------------------------------------------ | --- | ---------- | --- |
| 1994 | Felsenfest Musikalische Fenster zur Bergpredigt                    | Beate Ling; Johannes Nitsch; Christoph Zehendner; Christians at Work                                                                                                  | Felsenfest | Gemeinschaftsprojekt von Johannes Nitsch, Manfred Staiger und Christoph Zehendner; Gründungsproduktion des gleichnamigen Verlags                             |
| 1995 | Was gut ist Lieder zum Kirchentag                                  | Clemens Bittlinger; Siegfried Fietz; Jonathan Böttcher; Frieder Sigloch; Gerhard Schöne; Hans-Jürgen Hufeisen; David Plüss; Eberhard Rink; Johannes Nitsch Studiochor | Pila Music | Gemeinschaftsprojekt von Johannes Nitsch und David Plüss zum 26. Deutschen Evangelischen Kirchentag 1995 in Hamburg                                          |
| 1996 | Folgen Lieder zum Lukas-Evangelium                                 | Andrea Adams-Frey; Beate Ling; Johannes Nitsch; Christoph Zehendner; ERF Studiochor                                                                                   | Felsenfest | Beteiligung an Gemeinschaftsprojekt zum Christival 1996 |
| 1998 | Hoffnungsland Lieder über ein Volk auf dem Weg                     | Anja Lehmann; Michael Fajgel; Anke Sieloff; Stephanie Heinen; Ingo Beckmann; Lisa Shaw; Aaron 'S 770; Rolf Dieter Degen; Layna; Hans-Werner Scharnowski Studiochor    | Felsenfest | Gemeinschaftsprojekt von Johannes Nitsch und Hans-Werner Scharnowski                                                                                         |
| 1999 | Ewigkeit fällt in die Zeit Ein Poporatorium zur Christusgeschichte | Ruthild Wilson; Cae Gauntt; Helmut Jost; Danny Plett; Eberhard Rink; David Thomas; Studiochor                                                                         | Felsenfest | Gemeinschaftsprojekt von Johannes Nitsch und Helmut Jost zur Jahrtausendfeier Jesus Celebration 2000 der Evangelischen Kirche im Rheinland und von Westfalen |

### Instrumentalalben
| Jahr | Titel                     | Verlag       | Anmerkung                                                      |
| ---- | ------------------------- | ------------ | -------------------------------------------------------------- |
| 1993 | Moments of Harmony 1      | SCM Hänssler | Sonderausgabe mit Bildband unter Titel „Momente voller Freude“ |
| 1995 | Moments of Harmony 2      | SCM Hänssler |                                                                |
| 1997 | Wundernacht – Sonnenstern | Felsenfest   |                                                                |
| 1998 | Pianosolo                 | Felsenfest   |                                                                |

#### Instrumentale Kollaborationsalben
| Jahr | Titel                                                          | Kollaborateure                                                | Verlag                   | Anmerkung                                      |
| ---- | -------------------------------------------------------------- | ------------------------------------------------------------- | ------------------------ | ---------------------------------------------- |
| 1992 | Pianissimo                                                     | Johannes Nitsch, David Plüss                                  | Christliches Verlagshaus |                                                |
| 1996 | Pianissimo 2: Taste To Taste                                   | Johannes Nitsch, David Plüss                                  | Christliches Verlagshaus |                                                |
| 1997 | Tanz der Tasten                                                | Johannes Nitsch, Jochen Rieger, Florian Sitzmann, David Plüss | Gerth Medien             |                                                |
| 1998 | Begegnung „Alles wirkliche Leben ist Begegnung“ – Martin Buber | Johannes Nitsch; ProJoe                                       | SCM Hänssler             | Frankfurter Psychiatriewoche; Klinik Hohe Mark |

#### Instrumentalalben innerhalb einer Gruppe
| Jahr | Titel                 | Künstler       | Verlag       |
| ---- | --------------------- | -------------- | ------------ |
| 1984 | Bilder aus Mittelerde | Yavanna        | Gerth Medien |
| 2002 | In Motion             | In Motion Trio | Gerth Medien |

### Kollaborationsprojekte mit Solisten
| Jahr | Titel                                 | Künstler                         | Label      | Anmerkungen                     |
| ---- | ------------------------------------- | -------------------------------- | ---------- | ------------------------------- |
| 1999 | Lieder wi(e)der die Angst             | Christine Rösch; Johannes Nitsch | Felsenfest |                                 |
| 1999 | „Alles wirkliche Leben ist Begegnung“ | ProJoe; Johannes Nitsch          | -          | Erschienen bei Klinik Hohe Mark |

### Kompilationsalben
Folgende Auflistung berücksichtigt ausschließlich Alben mit Johannes Nitsch bzw. mit ihm assoziierten Künstlern und Konzepten als ausdrücklichem Subjekt der Zusammenstellung.
| Jahr | Titel                       | Verlag                   | Anmerkung                                                                  |
| ---- | --------------------------- | ------------------------ | -------------------------------------------------------------------------- |
| 1996 | The Best of Johannes Nitsch | SCM Hänssler             |                                                                            |
| 2000 | Happy Groove: Pianissimo    | Christliches Verlagshaus | Zusammenstellung aus den Alben Pianissimo und Pianissimo 2: Taste To Taste |
| 2002 | Lieder, die bleiben         | SCM Hänssler             | Zusammenstellung aus Produktionen von 1982 bis 2002                        |
| 2002 | Die Saiten meines Lebens    | Felsenfest               | Zusammenstellung in postum                                                 |

### Tributalbum
| Jahr | Titel                         | Künstler                                                                                | Verlag       | Anmerkung                                |
| ---- | ----------------------------- | --------------------------------------------------------------------------------------- | ------------ | ---------------------------------------- |
| 2012 | Johannes Nitsch: Lebenslieder | Sarah Kaiser, Johannes Falk, Andreas Volz, Dania König, Samuel Jersak, Sebastian Nitsch | SCM Hänssler | Zum zehnten Todestag von Johannes Nitsch |